# Imparare da Las Vegas
Imparare da Las Vegas (Learning from Las Vegas in inglese) è un libro del 1972 di Robert Venturi, Denise Scott Brown e Steven Izenour. Tradotto in diciotto lingue, il libro ebbe una forte influenza nell'emergere del postmodernismo.

## Genesi
Nel marzo 1968, Robert Venturi e Denise Scott Brown scrissero e pubblicarono A Significance for A&P Parking Lots, or Learning from Las Vegas. L'autunno successivo i due organizzarono alla School of Art and Architecture dell'università di Yale un laboratorio di ricerca per laureati, chiamato Learning from Las Vegas, or Form Analysis as Design Research. Izenour, partecipante al laboratorio, accompagnò Venturi e Scott Brown a Las Vegas nel 1968, insieme a nove studenti di architettura e quattro di grafica, per studiare le caratteristiche della città.

## Contenuto
Il gruppo di ricerca studiò vari aspetti della città, inclusi il linguaggio commerciale, l'illuminazione, gli stili e il simbolismo nell'architettura. Venturi e Scott Brown furono ispirati dall'enfasi che palesemente veniva messo sui segnali e sui simboli della Las Vegas Strip, creando di conseguenza una tassonomia di forme, segnali e simboli da loro incontrati sulla strip stessa. Di essa vengono analizzati gli edifici (case per il gioco d'azzardo, alberghi, chiese e locali notturni), i parcheggi, le insegne, partendo dall'assunto che Las Vegas sia in effetti una "non città", nata dalla crescita di una strip.
Il libro è diventato un classico perché indaga le modalità secondo le quali la città contemporanea si sviluppa disordinatamente sulla spinta del commercio e del divertimento introducendo il concetto di sprawl. In questo senso Las Vegas diventa il paradigma non solo della città americana, ma di tutte le città dei paesi capitalisti. All'atto della pubblicazione Imparare da Las Vegas fece scalpore e suscitò feroci polemiche nel mondo dell'architettura: venne giudicato eccezionale dagli esponenti dell'architettura postmoderna, ma inaccettabile da quelli più vicini al modernismo.

### Approfondimenti
- (EN) Aron Vinegar, I Am a Monument: On Learning from Las Vegas, MIT Press, 2008, ISBN 978-0-262-22082-8.
- (EN) Aron Vinegar e Michael J. Golec, Relearning from Las Vegas, University of Minnesota Press, 2009, ISBN 978-0-816-65060-6.
- (EN) Julie V. Iovine, Lessons From Las Vegas, in Wall Street Journal, 20 gennaio 2010.